# George Burley
George Elder Burley (Cumnock, 3 juni 1956) is een voormalig voetbaltrainer en voormalig voetballer uit Schotland. Hij speelde als rechtsachter gedurende zijn carrière, van 1973 tot 1995. Burley speelde 11 interlands in het Schots voetbalelftal.

## Clubcarrière
Burley spendeerde de eerste 12 seizoenen van zijn loopbaan bij het Engelse Ipswich Town (1973–1985), waarmee hij in 1978 de FA Cup won tegen Fulham.
Het meest memorabele moment uit de carrière van Burley is de winst van de Europacup III met Ipswich Town in het seizoen 1980/81. Ipswich versloeg het Nederlandse AZ over twee wedstrijden. Burley was geblesseerd, maar had een groot aandeel. Hij speelde in Engeland nog voor Sunderland en Gillingham.
In Schotland droeg de rechtsachter het shirt van Motherwell, Ayr United en Falkirk. In 1994 keerde hij terug naar Engeland, waar hij eerst voor Colchester United uitkwam en daarna opnieuw Ipswich Town. In 1995 stopte hij als speler. Burley was dan al aan de slag gegaan als trainer, met name bij Ayr United en Colchester United.

## Trainerscarrière
Burley was acht jaar lang trainer van Ipswich Town, de club waarmee hij grootse successen behaalde als speler. Na een eerdere degradatie in het seizoen 1994/95 – inclusief een 0–9 recordnederlaag tegen Manchester United – leidde hij de club terug naar de hoogste afdeling in 2000. Ipswich won de play-offs van de Football League First Division tegen Barnsley op Wembley Stadium met 4–2. In het seizoen 2000/01 loodste hij Ipswich naar de UEFA Cup 2001/02 na het behalen van de vijfde plaats in de Premier League. Hij werd door zijn collega's uitgeroepen tot Premier League Manager of the Season.
Op 11 oktober 2002 werd hij ontslagen door Ipswich, enkele maanden nadat de club uit de Premier League was gedegradeerd. Sindsdien werd niet meer teruggekeerd naar de Premier League. Een jaar later werd hij aangesteld als coach van Derby County. Van 2005 tot 2008 coachte hij de toenmalige Football League Championship-club Southampton. Hij wist Southampton niet terug te brengen naar de Premier League. Uitgerekend Derby County ontnam alle hoop in 2007, toen Southampton eruit ging in de halve finales van de play-offs. In 2008 stapte hij op.
Burley was in eigen land coach van Heart of Midlothian van 2005 tot 2006, maar werd ontslagen doordat hij worstelde met alcoholisme. Hij was bondscoach van Schotland van 2008 tot 2009. Hij werd door de bond ontslagen. In het seizoen 2010/11 was Burley de coach van Crystal Palace. Laatst was hij de coach van het Cypriotische Apollon Limassol. Na slechts twee wedstrijden, in september 2012, werd Burley daar ontslagen. Sindsdien coachte hij geen club meer.

## Erelijst als trainer
Ipswich Town
- Play-offs Football League First Division: 2000

Individueel
- Premier League Manager of the Month: november 2000
- Premier League Manager of the Season: 2001

## Persoonlijk leven
Burley is de oom van Craig Burley, een gewezen middenvelder van Chelsea en Celtic.